# Associazione Sportiva Gubbio 1910 2020-2021
Questa voce raccoglie le informazioni riguardanti l'Associazione Sportiva Gubbio 1910 nelle competizioni ufficiali della stagione 2020-2021.

## Stagione
Nella stagione 2020-2021 il Gubbio disputa il girone B del campionato di Serie C, allenato da Vincenzo Torrente, raccoglie 48 punti che valgono il dodicesimo posto finale. Con un andamento regolare in campionato, la squadra eugobina si prende 23 punti nel girone di andata e 25 punti nel girone di ritorno, ottenendo l'obiettivo di mantenere la categoria, con 10 lunghezze di vantaggio sui Play-out, e altrettanti di svantaggio dai Play-off. Miglior realizzatore di stagione l'argentino Juanito Gomez che firma 11 reti. Per questa stagione non si è disputata la Coppa Italia di Serie C.

## Divise e sponsor
Lo sponsor tecnico per la stagione 2020-2021 è Legea. Gli sponsor di maglia sono Camenterie Barbetti, Colacem e Lieve.
| Casa | Trasferta |

## Rosa
| N. |                     | Ruolo | Calciatore          |
| -- | ------------------- | ----- | ------------------- |
| 1  | Italia (bandiera)   | P     | Tommaso Cucchietti  |
| 2  | Italia (bandiera)   | D     | Giovanni Formiconi  |
| 3  | Italia (bandiera)   | D     | Lorenzo Migliorelli |
| 4  | Italia (bandiera)   | C     | Zakaria Sdaigui     |
| 5  | Italia (bandiera)   | D     | Maximiliano Uggè    |
| 6  | Italia (bandiera)   | D     | Lorenzo Giacometti  |
| 7  | Italia (bandiera)   | C     | Filippo Serena      |
| 8  | Lituania (bandiera) | C     | Linas Mėgelaitis    |
| 9  | Italia (bandiera)   | A     | Jacopo Pellegrini   |
| 10 | Italia (bandiera)   | A     | Cristian Pasquato   |
| 11 | Italia (bandiera)   | A     | Elio De Silvestro   |
| 12 | Italia (bandiera)   | P     | Emanuele Zamarion   |
| 14 | Italia (bandiera)   | D     | Manuel Ferrini      |
| 15 | Italia (bandiera)   | D     | Andrea Signorini    |
| 16 | Italia (bandiera)   | C     | Federico Ruggeri    |
| 17 | Italia (bandiera)   | A     | Federico Gerardi    |

| N. |                         | Ruolo | Calciatore                  |
| -- | ----------------------- | ----- | --------------------------- |
| 17 | Italia (bandiera)       | C     | Zaccaria Hamlili            |
| 18 | Italia (bandiera)       | D     | Daniele Sorbelli            |
| 19 | Italia (bandiera)       | C     | Nicola Malaccari (capitano) |
| 20 | Spagna (bandiera)       | A     | Miguel Ángel Sainz-Maza     |
| 21 | Argentina (bandiera)    | A     | Juanito Gómez               |
| 22 | Italia (bandiera)       | P     | Leonardo Elisei             |
| 23 | Italia (bandiera)       | D     | Davide Cinaglia             |
| 25 | Spagna (bandiera)       | D     | Rafa Muñoz                  |
| 26 | Marocco (bandiera)      | C     | Shady Oukhadda              |
| 27 | Italia (bandiera)       | C     | Alessandro Lovisa           |
| 27 | Italia (bandiera)       | A     | Pietro Ceppodomo            |
| 30 | Italia (bandiera)       | A     | Francesco Fedato            |
| 31 | Italia (bandiera)       | D     | Gabriele Ingrosso           |
| 32 | Italia (bandiera)       | P     | Luca Savelloni              |
|    | RD del Congo (bandiera) | C     | Luzayadio Bangu             |

## Calciomercato

### Sessione estiva(dal 01/09 al 05/10)
| Acquisti | Acquisti                | Acquisti             | Acquisti      |
| R.       | Nome                    | da                   | Modalità      |
| -------- | ----------------------- | -------------------- | ------------- |
| P        | Tommaso Cucchietti      | Torino               | definitivo    |
| P        | Emanuele Zamarion       | Roma                 | svincolato    |
| D        | Manuel Ferrini          | Sicula Leonzio       | svincolato    |
| D        | Giovanni Formiconi      | Triestina            | svincolato    |
| D        | Lorenzo Migliorelli     | Atalanta             | svincolato    |
| D        | Shady Oukhadda          | Torino               | definitivo    |
| D        | Andrea Signorini        | Catanzaro            | svincolato    |
| D        | Maximiliano Uggè        | Gozzano              | svincolato    |
| C        | Luzaydio Bangu          | Fiorentina           | definitivo    |
| C        | Andrea Conti            | Bastia               | fine prestito |
| C        | Alessandro Lovisa       | Fiorentina           | prestito      |
| C        | Alessandro Sbaffo       | Arzignano Valchiampo | fine prestito |
| C        | Zakaria Sdaigui         | Roma                 | prestito      |
| A        | Federico Gerardi        |                      | svincolato    |
| A        | Cristian Pasquato       | Campodarsego         | svincolato    |
| A        | Jacopo Pellegrini       | Sassuolo             | prestito      |
| A        | Miguel Ángel Sainz-Maza | Cavese               | svincolato    |

| Cessioni | Cessioni             | Cessioni    | Cessioni      |
| R.       | Nome                 | a           | Modalità      |
| -------- | -------------------- | ----------- | ------------- |
| P        | Federico Ravaglia    | Bologna     | fine prestito |
| P        | Alessandro Zanellati | Torino      | svincolato    |
| D        | Loris Bacchetti      | Feralpisalò | svincolato    |
| D        | Andrea Coda          |             | svincolato    |
| D        | Lorenzo Filippini    | Triestina   | svincolato    |
| D        | Dramane Konaté       | Casertana   | svincolato    |
| D        | Marco Maini          | Mezzolara   | svincolato    |
| D        | Enrico Zanoni        | Atalanta    | fine prestito |
| C        | Alessio Benedetti    |             | svincolato    |
| C        | Gabriele Bove        |             | svincolato    |
| C        | Andrea Conti         | Trastevere  | svincolato    |
| C        | Erald Lakti          | Fiorentina  | fine prestito |
| C        | Luca Ricci           |             | svincolato    |
| C        | Alessandro Sbaffo    | Recanatese  | svincolato    |
| A        | Edgaras Dubickas     | Lecce       | fine prestito |
| A        | Marco Meli           | Fiorentina  | fine prestito |
| A        | Camillo Tavernelli   | Cittadella  | svincolato    |

### Operazioni tra le due sessioni
| Acquisti | Acquisti | Acquisti | Acquisti |
| R.       | Nome     | da       | Modalità |
| -------- | -------- | -------- | -------- |

| Cessioni | Cessioni         | Cessioni | Cessioni   |
| R.       | Nome             | a        | Modalità   |
| -------- | ---------------- | -------- | ---------- |
| C        | Mattia El Hilali |          | svincolato |

### Sessione invernale(dal 04/01 al 01/02)
| Acquisti | Acquisti          | Acquisti  | Acquisti   |
| R.       | Nome              | da        | Modalità   |
| -------- | ----------------- | --------- | ---------- |
| D        | Gabriele Ingrosso | Imolese   | prestito   |
| C        | Zaccaria Hamlili  | Bari      | prestito   |
| C        | Filippo Serena    | Venezia   | prestito   |
| A        | Francesco Fedato  | Casertana | definitivo |

| Cessioni | Cessioni          | Cessioni   | Cessioni      |
| R.       | Nome              | a          | Modalità      |
| -------- | ----------------- | ---------- | ------------- |
| C        | Alessandro Lovisa | Fiorentina | fine prestito |
| A        | Federico Gerardi  | Cavese     | definitivo    |

### Operazioni successive alla sessione invernale
| Acquisti | Acquisti       | Acquisti | Acquisti   |
| R.       | Nome           | da       | Modalità   |
| -------- | -------------- | -------- | ---------- |
| P        | Luca Savelloni |          | svincolato |

| Cessioni | Cessioni        | Cessioni | Cessioni   |
| R.       | Nome            | a        | Modalità   |
| -------- | --------------- | -------- | ---------- |
| C        | Luzayadio Bangu |          | svincolato |

## Risultati

### Serie C

#### Girone di andata
| Arbitro: | Garofalo (Torre del Greco) |

|  |           |                                  |
|  | Marcatori | 49’ Spagnoli 78’ (rig.) Scappini |

| Arbitro: | Cosso (Reggio Calabria) |

|                          |           |              |
| Nocciolini 23’ López 77’ | Marcatori | 61’ J. Gómez |

| Arbitro: | Cascone (Nocera Inferiore) |

|                  |           |          |
| De Silvestro 50’ | Marcatori | 86’ Sane |

| Arbitro: | Turrini (Firenze) |

|                   |           |               |
| Fischnaller 45+3’ | Marcatori | 82’ Signorini |

| Arbitro: | Fontani (Siena) |

|               |           |                              |
| Malaccari 75’ | Marcatori | 56’ Collocolo 86’ Bortolussi |

| Arbitro: | Ancora (Roma) |

|                        |           |                      |
| Neglia 22’, 60’ (rig.) | Marcatori | 4’ (rig.) Sainz-Maza |

| Gubbio 25 ottobre 2020, ore 20:30 CET 7ª giornata | Gubbio         | 0 – 0 referto | Legnago | Stadio Pietro Barbetti (276 spett.)\| Arbitro: \| Saia (Palermo) \| |
| Arbitro:                                          | Saia (Palermo) |               |         |                                                                     |

| Arbitro: | Frascaro (Firenze) |

|             |           |  |
| Giraudo 77’ | Marcatori |  |

| Arbitro: | Gualtieri (Asti) |

|                     |           |  |
| Maracchi 69’ (aut.) | Marcatori |  |

| Arbitro: | Monaldi (Macerata) |

|           |           |                            |
| Perri 65’ | Marcatori | 28’ Gerardi 77’ Sainz-Maza |

| Arbitro: | Andreano (Prato) |

|             |           |           |
| Gerardi 44’ | Marcatori | 15’ Danti |

| Perugia 21 novembre 2020, ore 15:00 CET 12ª giornata | Perugia                     | 0 – 0 referto | Gubbio | Stadio Renato Curi (0 spett.)\| Arbitro: \| Bordin (Bassano del Grappa) \| |
| Arbitro:                                             | Bordin (Bassano del Grappa) |               |        |                                                                            |

| Arbitro: | Ricci (Firenze) |

|              |           |            |
| Pasquato 28’ | Marcatori | 84’ Legati |

| Arbitro: | Sfira (Pordenone) |

|                |           |                                       |
| Volpicelli 36’ | Marcatori | 26’ J. Gómez 43’ Ferrini 55’ Oukhadda |

| Arbitro: | D'Ascanio (Ancona) |

|                                   |           |                       |
| Biasci 64’ (rig.) A. Ferretti 70’ | Marcatori | 12’ Muñoz 53’ Gerardi |

| Arbitro: | Rutella (Enna) |

|  |           |                                |
|  | Marcatori | 24’ Ronaldo 79’, 90+5’ Santini |

| Arbitro: | Catanoso (Reggio Calabria) |

|               |           |                   |
| Saveljevs 75’ | Marcatori | 10’, 22’ J. Gómez |

| Arbitro: | Acanfora (Castellammare di Stabia) |

|                   |           |                |
| J. Gómez 36’, 38’ | Marcatori | 70’ Morachioli |

| Arbitro: | Fiero (Pistoia) |

|                    |           |              |
| Barbuti 81’ (rig.) | Marcatori | 80’ Oukhadda |

#### Girone di ritorno
| Arbitro: | Emmanuele (Pisa) |

|                           |           |  |
| Spagnoli 28’ Prezioso 58’ | Marcatori |  |

| Arbitro: | Pascarella (Nocera Inferiore) |

|              |           |                                   |
| Pasquato 17’ | Marcatori | 69’ (aut.) Formiconi 85’ D'Angelo |

| Arbitro: | Marcenaro (Genova) |

|  |           |              |
|  | Marcatori | 70’ Pasquato |

| Arbitro: | Monaldi (Macerata) |

|              |           |                          |
| J. Gómez 88’ | Marcatori | 73’ Casiraghi 86’ Odogwu |

| Arbitro: | Virgilio (Trapani) |

|                           |           |              |
| D. Munari 57’ Russini 73’ | Marcatori | 75’ J. Gómez |

| Arbitro: | Centi (Viterbo) |

|                   |           |              |
| Fedato 51’ (rig.) | Marcatori | 41’ Cognigni |

| Arbitro: | Cudini (Fermo) |

|              |           |                                        |
| Bulevardi 4’ | Marcatori | 8’ J. Gómez 90+4’ (rig.) J. Pellegrini |

| Arbitro: | Crezzini (Siena) |

|             |           |                |
| Ferrini 59’ | Marcatori | 76’ Pannitteri |

| Trieste 3 marzo 2021, ore 15:00 CET 28ª giornata | Triestina          | 0 – 0 referto | Gubbio | Stadio Nereo Rocco (0 spett.)\| Arbitro: \| Calzavara (Varese) \| |
| Arbitro:                                         | Calzavara (Varese) |               |        |                                                                   |

| Arbitro: | Cherchi (Carbonia) |

|                                       |           |                   |
| Sainz-Maza 23’, 30’ J. Pellegrini 32’ | Marcatori | 21’ (rig.) Sereni |

| Arbitro: | Zamagni (Cesena) |

|  |           |                     |
|  | Marcatori | 45+1’ J. Pellegrini |

| Arbitro: | G. Miele (Nola) |

|                                      |           |                         |
| Signorini 69’, 74’ J. Pellegrini 87’ | Marcatori | 4’ Murano 90+1’ Angella |

| Arbitro: | Catanoso (Reggio Calabria) |

|               |           |  |
| Scarsella 20’ | Marcatori |  |

| Arbitro: | Andreano (Prato) |

|                                     |           |  |
| J. Pellegrini 34’, 42’ J. Gómez 65’ | Marcatori |  |

| Arbitro: | Moriconi (Roma) |

|  |           |                                             |
|  | Marcatori | 14’, 45’ D. Ferretti 62’ De Cenco 63’ Ghion |

| Arbitro: | Carella (Bari) |

|                    |           |  |
| Chiricò 61’ (rig.) | Marcatori |  |

| Gubbio 18 aprile 2021, ore 15:00 CEST 36ª giornata | Gubbio                     | 0 – 0 referto | Mantova | Stadio Pietro Barbetti (0 spett.)\| Arbitro: \| Di Cairano (Ariano Irpino) \| |
| Arbitro:                                           | Di Cairano (Ariano Irpino) |               |         |                                                                               |

| Arbitro: | Garofalo (Torre del Greco) |

|                |           |  |
| Provenzano 22’ | Marcatori |  |

| Arbitro: | Ricci (Firenze) |

|                                    |           |                 |
| J. Gómez 38’ (rig.) Sainz-Maza 56’ | Marcatori | 55’ Cargnelutti |

## Statistiche

### Statistiche di squadra
| Competizione | Punti | In casa | In casa | In casa | In casa | In casa | In casa | In trasferta | In trasferta | In trasferta | In trasferta | In trasferta | In trasferta | Totale | Totale | Totale | Totale | Totale | Totale | D.R. |
| Competizione | Punti | G       | V       | N       | P       | Gf      | Gs      | G            | V            | N            | P            | Gf           | Gs           | G      | V      | N      | P      | Gf     | Gs     | D.R. |
| ------------ | ----- | ------- | ------- | ------- | ------- | ------- | ------- | ------------ | ------------ | ------------ | ------------ | ------------ | ------------ | ------ | ------ | ------ | ------ | ------ | ------ | ---- |
| Serie C      | 48    | 19      | 6       | 7       | 6       | 22      | 25      | 19           | 6            | 5            | 8            | 18           | 20           | 38     | 12     | 12     | 14     | 40     | 45     | -5   |

### Andamento in campionato
| Giornata  | 1  | 2  | 3  | 4  | 5  | 6  | 7  | 8  | 9  | 10 | 11 | 12 | 13 | 14 | 15 | 16 | 17 | 18 | 19 | 20 | 21 | 22 | 23 | 24 | 25 | 26 | 27 | 28 | 29 | 30 | 31 | 32 | 33 | 34 | 35 | 36 | 37 | 38 |
| --------- | -- | -- | -- | -- | -- | -- | -- | -- | -- | -- | -- | -- | -- | -- | -- | -- | -- | -- | -- | -- | -- | -- | -- | -- | -- | -- | -- | -- | -- | -- | -- | -- | -- | -- | -- | -- | -- | -- |
| Luogo     | C  | T  | C  | T  | C  | T  | C  | T  | C  | T  | C  | T  | C  | T  | T  | C  | T  | C  | T  | T  | C  | T  | C  | T  | C  | T  | C  | T  | C  | T  | C  | T  | C  | C  | T  | C  | T  | C  |
| Risultato | P  | P  | N  | N  | P  | P  | N  | P  | V  | V  | N  | N  | N  | P  | N  | P  | V  | V  | N  | P  | P  | V  | P  | P  | N  | V  | N  | N  | V  | V  | V  | P  | V  | P  | P  | N  | P  | V  |
| Posizione | 19 | 18 | 18 | 18 | 18 | 19 | 18 | 18 | 16 | 18 | 18 | 18 | 14 | 13 | 14 | 15 | 13 | 12 | 13 | 13 | 14 | 14 | 14 | 12 | 14 | 13 | 13 | 13 | 13 | 12 | 11 | 12 | 11 | 12 | 12 | 11 | 12 | 12 |

Legenda:

Luogo: C = Casa; T = Trasferta. Risultato: V = Vittoria; N = Pareggio; P = Sconfitta.